# Celtis timorensis
Celtis timorensis är en hampväxtart som beskrevs av Johan Baptist Spanoghe. Celtis timorensis ingår i släktet Celtis och familjen hampväxter. Inga underarter finns listade i Catalogue of Life.

## Bildgalleri

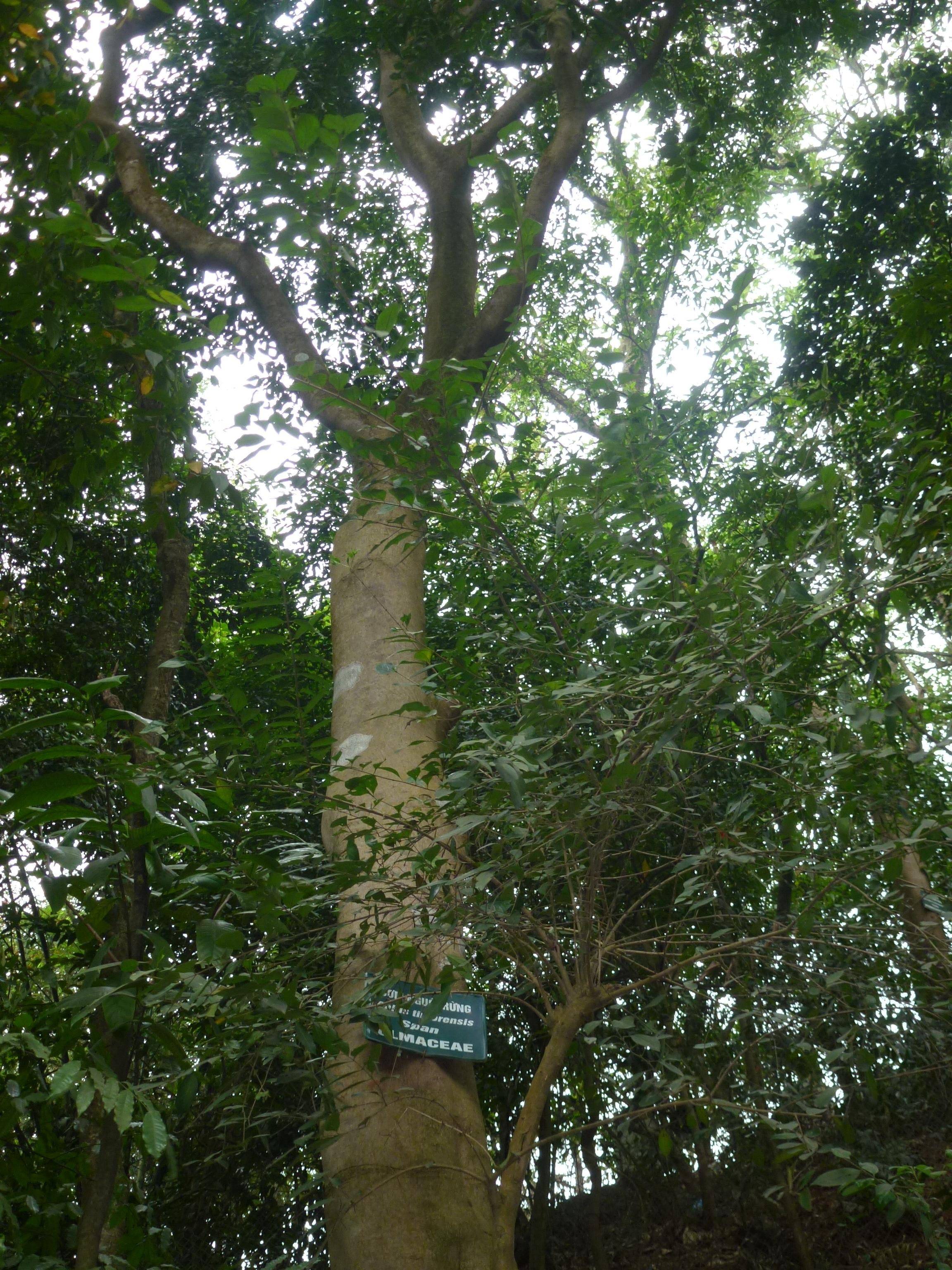
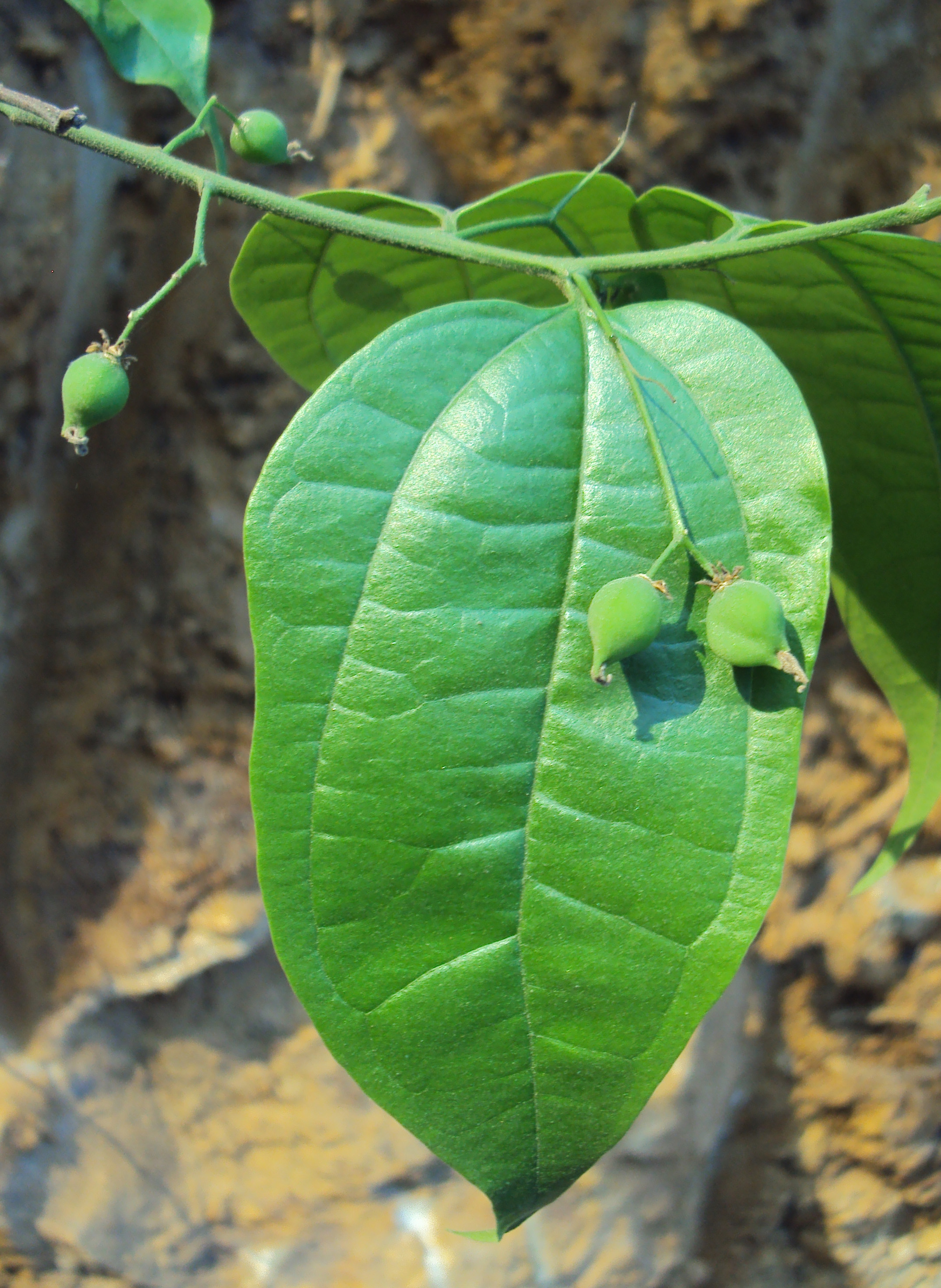
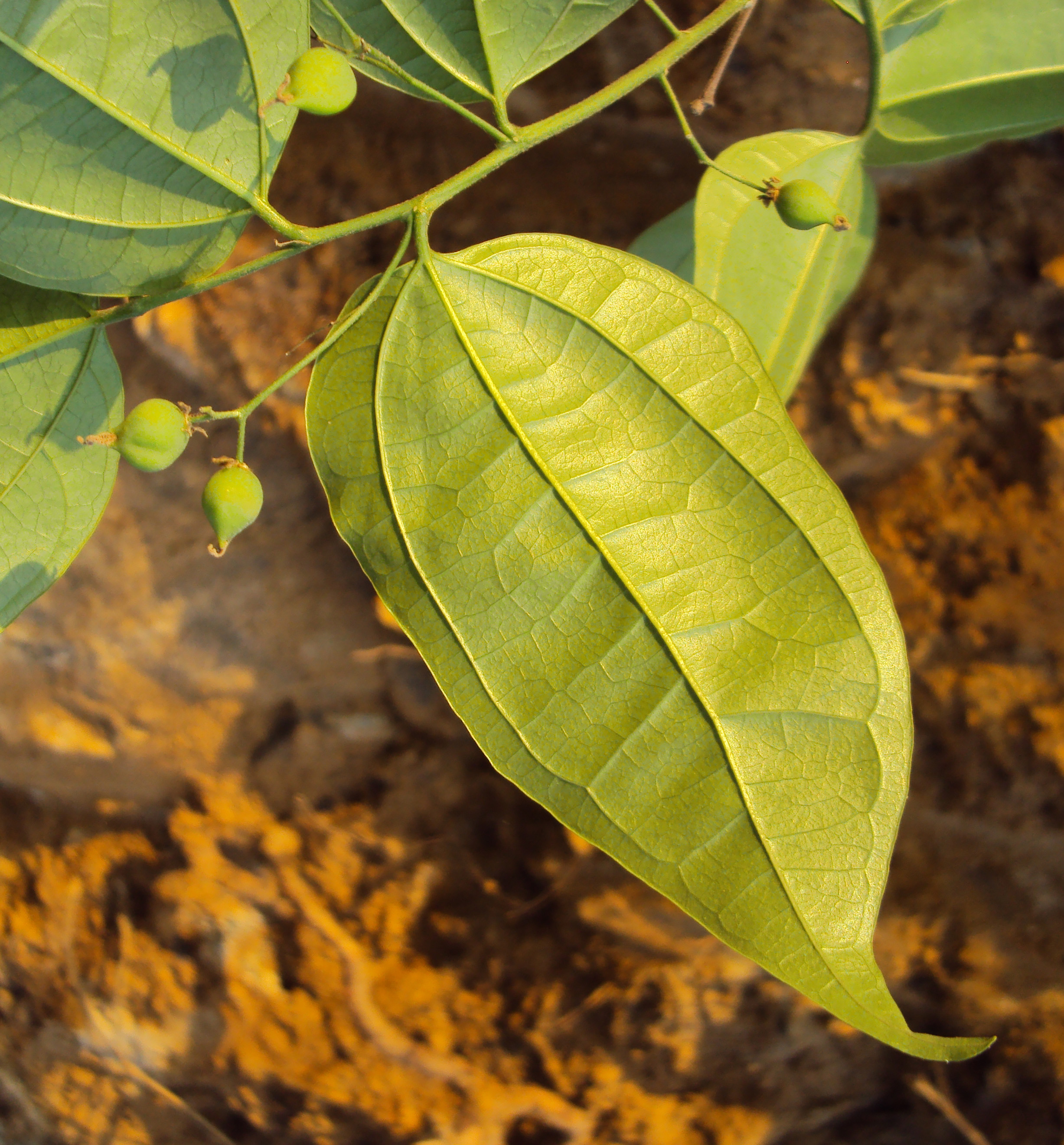
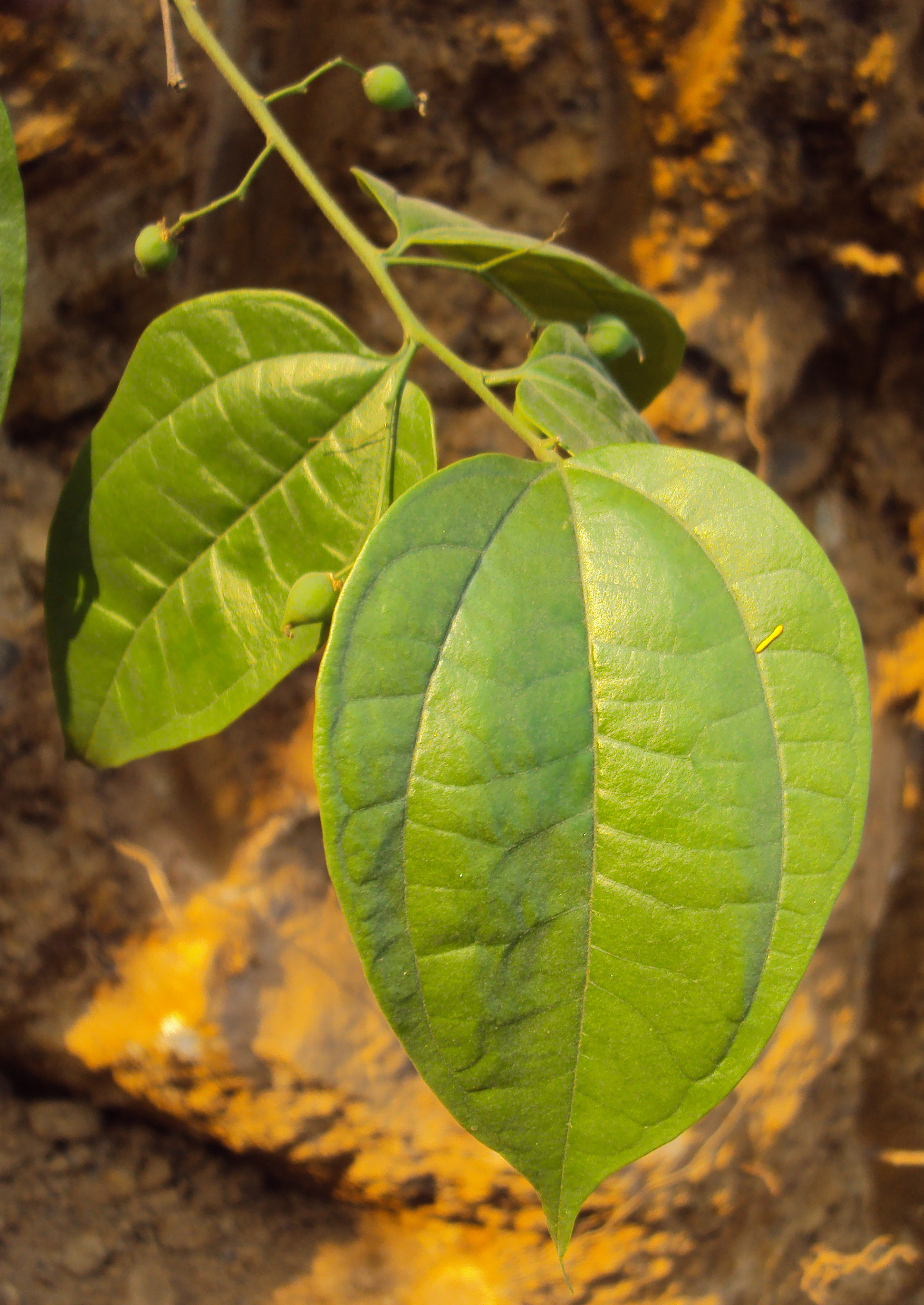
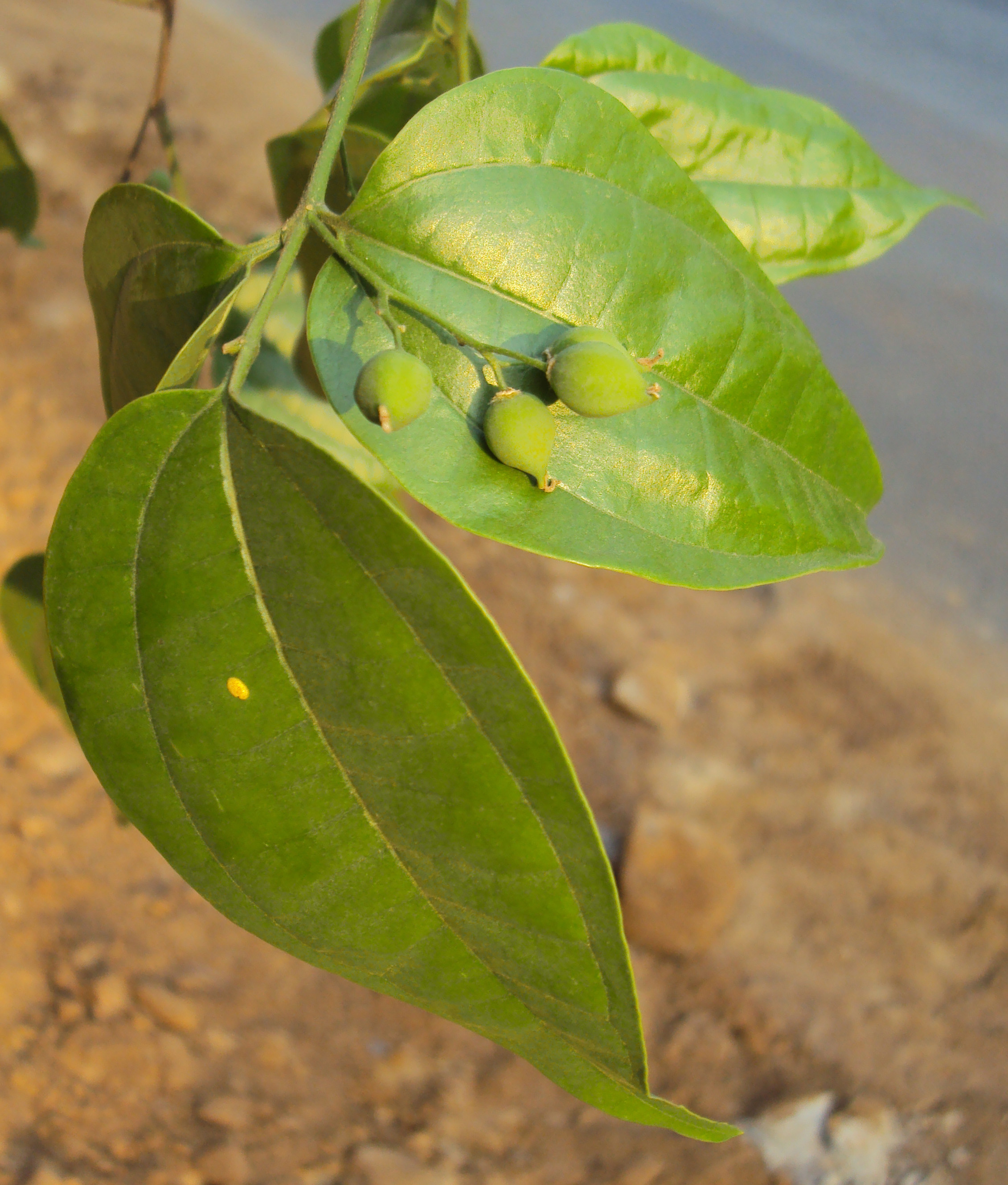